# 堀泰典
堀 泰典（ほり やすのり、1956年1月7日 - ）は日本の歯科医師、医学者。

## 人物
三重県四日市市泊町生まれ。実家で産婆さんに取り上げてもらう。
四日市市立とまり幼稚園卒園、四日市市立日永小学校卒業、四日市市立南中学校卒業、三重県立神戸高等学校卒業、岐阜歯科大学(現在、朝日大学)歯学部歯学科卒業。
歯科医籍登録第81649号。
宅地建物取引主任者第91240104号。
昭和大学医学部第一解剖博士（医学）号学位(1997年)。論文の題は「ラット視床下部におけるグルタミン酸含有ニューロンの免疫電顕的観察：ソマトスタチン含有ニューロンとの形態学的相関について」。中井康光教授より指導。
明海大学歯学部口腔生理博士（歯学）号学位(2005年)。論文の題は「インスリンの頭相分泌と味覚に関する研究」。外崎肇一教授より指導。
昭和大学薬学部毒物学博士（薬学）号学位(2007年)。論文の題は「視床下部におけるグレリンニューロンの分布と神経相関」。吉田武美教授より指導。
日本初の博士（医学）、博士（歯学）、博士（薬学）の取得者。

### 家族
父親は三重県庁の公務員で泰司、母はゴルフの練習場である泊山ゴルフガーデンの共同経営者で典といい、一文字ずつを取り泰典と命名される。
妻は敏子で博士(医学 昭和大学、歯学 朝日大学)、長男の元英は博士(医学 京都大学、歯学 東北大学、薬学 昭和大学)、長女は綾花で勉強嫌い、及び、姉の智子は博士(医学 昭和大学)が家族構成である。

### 研究と主張
専門は顎関節治療。特に筋肉の位置異常による遠隔部位への筋反射や慢性筋肉疲労が身体に及ぼす影響の研究に従事した。
筋肉の同側性反射に関する研究をする。同側性に足首の捻挫が長腓骨筋、短腓骨筋、梨状筋、最長筋、大後頭直筋、側頭筋、咬筋の順番に筋反射する特性を電気生理学的に解明した。
また、噛み合わせの異常より筋肉のずれや疲労の方が顎関節に影響が大きいことを提唱した。
その後、顎関節治療が全身の疾患と捉えられるようになり、顎関節治療の方法は咬合治療に加えて全身の状態も考慮されるようになってきている。

## 所属
- 島根県奥出雲町 初代最高名誉顧問(2011年11月3日-)
- 島根県雲南市 初代特別名誉顧問(2014年1月1日-2023年12月31日)
- 国際NGO(非政府組織) 総合諮問機関 国連支援交流協会(FSUN) 最高顧問[7](2023年6月1日-)
- 昭和大学薬学部毒物学 客員教授(2019年10月8日-)
- 昭和大学医学部第一解剖 客員教授(2009年7月1日-2015年3月31日)
- 大阪弁護士会離島ボランティア法律相談会 特別顧問(2012年9月9日-)
- 筋構成医学研究会 会長(1997年9月9日-)
- 健康維新塾 塾長(2000年9月9日-)
- 温泉学会 理事[8](2013年9月9日-)
- 一般社団法人日本アロマセラピー学会 評議員[9](2019年1月1日-2023年1月11日)
- 一般社団法人日本ペンクラブ 会員(2019年12月1日-)
- 日本旅のペンクラブ 会員(2014年4月1日-2022年12月31日)
- 代々 伊勢三十三観音 25番札所 勅願院観音寺(浄土宗) 檀家総代(2012年3月31日-)

## 著書
- 堀泰典『体内静電気を抜けば病気は怖くない！』講談社、2009年9月26日、256頁。ISBN 9784062157049。
- 호리야스노리 (2013-01-17) [2009-09-26] (한국어). 모든 병은 몸 속 정전기가 원인이다. 김서연. 한국: 전나무숲. p. 248. ISBN 9788997484157
- 堀泰典、安保徹『最後は「免疫力」があなたを救う！』扶桑社、2013年3月1日、190頁。ISBN 9784594067809。
- 堀泰典; 安保徹 (2015-01-29) [2013-03-01] (繁體中文). 病為何不能自己好起來？：２０種找回自癒力的神效治本處方. 黃瓊仙. 台灣: 橡實文化. p. 200. ISBN 9789865623050
- 堀泰典、安保徹『最後は「免疫力」があなたを救う！』扶桑社、2014年8月2日（原著2013年3月1日）、247頁。ISBN 9784594070960。
- 호리야스노리; 아보토오루 (2015-11-25) [2013-03-01] (한국어). 결국에 면역력이 당신을 구한다！. 조은조. 한국: 아름다운사회. p. 169. ISBN 9788957931875
- 堀泰典、安保徹『最後は「免疫力」があなたを救う！』扶桑社、2018年2月28日（原著2013年3月1日）、184頁。ASIN B07B46RRYL。
- 堀泰典、安保徹『最後は「免疫力」があなたを救う！』扶桑社、2020年3月2日（原著2013年3月1日）、216頁。ISBN 9784594741457。
- 「健康」編集部 編『寝たきり、認知症に一生ならない１０１のワザ』主婦の友社、2015年6月24日、88-93頁。ISBN 9784074109333。(分筆)
- 堀泰典『はだしで大地に立つと病気が治る』マキノ出版、2017年5月16日、200頁。ISBN 9784837613039。
- 堀泰典『はだしで大地に立つと病気が治る』マキノ出版、2017年5月16日、182頁。ASIN B077SCL48G。
- 堀泰典 (2018-04-03) [2017-05-16] (繁體中文). 赤腳接地氣：日本醫師教你天天排靜電，連接大地療癒力量. 葉廷昭. 台灣: 世茂. p. 192. ISBN 9789578799141
- マキノ出版 編『高血圧を自力で治す最強事典』マキノ出版、2017年11月16日、70-75頁。ISBN 9784837613152。(分筆)

### 新聞の連載
1996年10月1日(現代医学に疑問や不安を抱くあなたへ「間違った養生法は万病の元!?」)から1999年8月03日(酵素について「花粉は天然触媒だ」)まで101回、3年間に渡り、中部経済新聞メディカルニュースを担当した。

### エステ専門雑誌の連載
2008年11月(「アトピーの真実に迫る」アトピー性皮膚炎の出来方-理論編)、から2009年6月(「内臓体壁反射」副作用のない美顔と健康法)まで8回、半年に渡り、エステ専門雑誌であるマンスリープログレスの美容の基礎知識を担当した。

## 論文
原著論文48編、症例報告2編、その他に、総説論文として「温泉と健康・長寿」と「温泉による美肌と癒し 日本三大美肌サミット」の2編がある。

## 学会講演

### 基調講演
2012年3月5日に島根県奥出雲町カルチャープラザ仁多で開催の温泉学会 第16回 島根・奥出雲大会(大会会長 竹下賢)にて「温泉と健康・長寿 -天然の恵みを生かしたい-」の基調講演を行った。
2015年10月11日に島根県奥出雲町カルチャープラザ仁多で開催の温泉学会(大会会長 奥出雲町長 勝田康則)にて「日本三大美肌の湯サミットについて」の基調講演を行った。

### 特別講演
1996年9月17日に北京大学口腔医学院で開催の北京大学口腔医学院口腔病理、口腔外科合同学会(大会会長 于世鳳)にて「中赤外線指輪の臨床応用」の特別講演を行った。
2015年9月27日に昭和大学旗の台キャンパス上條講堂で開催のカンナビノイド学会設立記念講演会(大会会長 新垣実)にて「日本の医療の盲点とこれから向かうべき道」についての特別講演を行った。
2021年12月11日にZoomで開催の第24回日本アロマセラピー学会学術総会(大会会長 福沢嘉孝)にて「体内静電気とアロマセラピーについて」の特別講演を行った。

## 一般講演

### 新聞社主催
新聞社主催の講演はハードルが高いが、2013年6月28日にホテルキャッスルプラザで開催の明石コミュニティー懇話会6月例会(主催 神戸新聞社)にて「現代医学の盲点」について講演を行った。
2013年11月23日に御堂会館で開催の関西市民文化塾 第9講(主催 毎日新聞社、大阪府、大阪市)にて「健康の10箇条」について講演した。次の年にはバカの壁の作者である東京大学の養老孟司教授が講演した。

### 市町村主催
1998年6月18日に高知県高知市で開催の始国からすべての存在へ(主催 高知市)(世話人 キヨササキ・モンロー)にて「ハッと驚く現代医学の盲点」について講演を行った。
2011年3月11日に東日本大震災があり多くの方が避難を余儀なくされたので、地元の人に少しでも希望を持っていただくためにちょうど1年後の2012年3月11日に福島県いわき市で開催の「福島の子供たちを放射能から守るために 保護者の不安に答えるトップ医学者のパネルディスカッション」にパネリストとして参加し、落ち込んでいたが希望と勇気をもらえたと大変喜んでもらえた。
当時の雲南市の速水雄一市長、奥出雲町の井上勝博町長から講演依頼を受け講演を始める。
2013年10月11日にチェリヴァホールで開催の健康講演会公開講座(主催 雲南市)にて「温泉と長寿と健康」の講演、
2014年3月18日にチェリヴァホールで開催の温泉と長寿(主催 雲南市)にて講演、
2014年3月29日に島根県奥出雲町で開催の温泉と長寿(主催 奥出雲町)にて講演、
2015年2月26日に佐白温泉 長者の湯で開催の温泉と健康長寿(主催 奥出雲町)にて講演、
2015年2月27日にサンワーク木次で開催の温泉と免疫(主催 雲南市)にて講演、
2016年7月30日に雲南市古代鐵歌謡館で開催の雲南市健康づくり講演会(主催 雲南市健康づくり政策課)にて講演、
2017年11月27日にカルチャープラザ仁多で開催の健康で働きつづけるには(主催 奥出雲町)にて息子元英と講演をした。以後は元英も講演を担当する。
2017年11月28日にチェリヴァホールで開催のこころとからだの健康づくり、睡眠と健康(主催 雲南市)にて講演、
2018年10月15日に佐白温泉 長者の湯で開催の温泉と健康長寿(主催 奥出雲町)にて講演、
2018年10月16日にチェリヴァホールで開催の誰もが健康で安心して住み慣れた地域で暮らしていくために(主催 雲南広域連合介護保険課)にて「認知症とがんにならない方法」について講演、そこで、東員町の水谷俊郎町長が雲南市の速水雄一市長、及び、奥出雲町の井上勝博町長から堀を推挙され、
2018年11月21日に東員町保健福祉センターで開催の東員町こころの健康づくり講演会(主催 東員町)にて「あなたのこころは元気ですか 元気な心で 元気な毎日」の講演、
2020年1月27日に東員町保健福祉センターで開催の東員町こころの健康づくり講演会(主催 東員町)にて「フレイルとは何か？ あなたのこころは元気ですか？ 元気な心で元気な毎日」の講演をした。コロナで講演をした。
その後、2022年10月27日に雲南市加茂文化ホール ラメールで開催の介護予防講演会(主催 雲南広域連合)にて「コロナの後遺症について、マスクは必要か？」の講演を行った。
コロナが流行っていた2020年、2021年、2022年の講演はほぼ行わなかった。

### 大学関係主催
2012年7月13日に同志社大学で開催の同志社大学政策学会講演会(主催 同志社大学政策学部)にて「現代医療を根幹から問い直す」の講演を行う。
2013年10月24日にリーガロイヤルホテルで開催の朝日大学歯学部大阪同窓会学術講演会(主催 朝日大学歯学部大阪同窓会)にて「現代医学の10の盲点、がん、認知症にならない生き方について」の講演を行う。
2016年10月15日に天王寺都ホテルで開催の阿倍野区歯科医師会学術講演会(主催 阿倍野区歯科医師会)にて「中心咬合位を決めるための必要事項について」の講演を行う。
2017年4月23日に天王寺都ホテルで開催の医師限定健康維新塾イン天王寺(主催 阿倍野区歯科医師会)にて「悪性腫瘍にならないための10の条件について」の講演を行う。
2018年11月17日に都ホテル 京都八条で開催の京都歯科医師会学術講演会(主催 京都市歯科医師会)にて「中心咬合位の取り方、慢性筋肉疲労を軽減する10の条件」の講演を行う。
その後2019年の終わりから新型コロナの流行により講演を控えている。

## 特許
特許の最初は堀が38歳の時、1994年6月21日に特許 第1850750号「健康用具」で取得した。
2つ目が、40歳の時の1996年4月16日に特許 第2511800号「樹脂成形品及びその成形方法並びにその成形装置」で、射出形成製品が発砲セルを含む形成品が特許を取得した。
この特許は43歳の1999年5月4日に米国特許 Patent Number 5900198「樹脂成形品の製造方法」を取得した。
また同じく、1999年9月7日にPatent Number 5948446「樹脂成形品を製造するための成形装置」も米国特許を取得した。
3つ目が、42歳の時の1998年12月4日に特許 第2859832号「遠赤外線を放射する灰および遠赤外線を放射する組成物」が特許を取得し、これは、2001年5月1日にEU特許 第701839号「赤外線を放射する有機物の灰」を取得した。
また、2004年1月7日に中国特許 ZL 96 1 040 97.1「赤外線を放射する有機物の灰」を取得した。
4つ目が51歳の時の2007年11月9日に堀泰典、堀敏子、堀智子が特許 第4036295号「人体に塗布、付着させる組成物」を取得した。
5つ目が54歳の時の2010年1月22日に堀泰典、堀敏子、堀智子が特許 第4443201号「身体装着用健康用品」を取得した。
6つ目が55歳の時の2011年3月18日に堀泰典、堀元英、堀敏子が特許 第4705533号「体幹重力軸矯正ベッド」を取得した。
7つ目が61歳の時の2017年7月12日に堀泰典、堀元英、堀敏子が特許 第6161099号「イットリウムを含むミネラルを用いた安心安全な保存料」を取得した。

## メディア出演歴

### テレビ出演
- "顎関節症治療に関しての放送". 金造の健康大好き!. 1996年8月10日. 中京テレビ。
- "中赤外線指輪の効果について". NNNニュースプラス1. 1996年9月5日. 讀賣テレビ放送。
- "顎関節症治療に新しい治療法に関しての放送". 金造の健康大好き! 年末スペシャル. 1996年12月30日. 中京テレビ。
- "中赤外線指輪に関して". 金造の健康大好き!. 1997年1月11日. 中京テレビ。
- "顎関節症の新しい治療法について". ズームイン!!朝!. 1997年2月8日. 日本テレビ. 中京テレビ。
- "中赤外線指輪に関して". おひさまテレビ. 1998年8月6日. 長野朝日放送。
- "体内静電気に関しての放送". Mr.サンデー. 2011年1月23日. フジテレビ。
- "Ｄｒ．３小顔ちゃんの紹介の放送". はちきゅん. 2011年5月21日. 岩手めんこいテレビ。
- "「スタイルアップ ヨシズミアカデミ」の体内静電気に関しての放送". モーニングバード. 2011年11月14日. テレビ朝日。
- "脳卒中に関しての放送". ひるおび. 2011年12月15日. TBSテレビ。

### ラジオ出演
- "偏頭痛の治し方". (番組名不明). 1993年5月25日. 三重エフエム放送。
- "中赤外線指輪の不眠症への適応に関して". (番組名不明). 1997年6月6日. ラジオ信越。
- "中赤外線指輪の不眠症への適応に関して". (番組名不明). 1997年6月7日. J-WAVE。
- "PLEASURE PICK UP お肌と髪の敵 静電気対策にフォーカス". J-WAVE TOKYO MORNING RADIO. 2016年10月3日. J-WAVE。
- "アース健康法について". 医療なんでも相談. 2018年1月27日. 東海ラジオ放送。
- "うつ病・ひきこもりについて". 医療なんでも相談. 2018年2月10日. 東海ラジオ放送。

## 賞歴
1998年11月に国連支援交流財団 第1回国際貢献賞を受賞。海部俊樹内閣総理大臣、ヨハン・ガルトゥング平和学博士、堀泰典医学博士、以上3名受賞。
2018年に Albert Nelson Marquis Lifetime Achievement Award (アルバート・ネルソン・マーキーズ生涯功労賞)を受賞。
2025年5月24日に奥出雲町町制施行20周年記念式典 特別功労者表彰を受賞。